# Hasta La Vista Baby!
Para ver sobre el video y su producción en DVD, véase Popmart: Live From Mexico City
Hasta la Vista Baby! es un álbum en vivo grabado por U2 y lanzado exclusivamente a su fanes club en el año 2000. Presenta 14 canciones de las 25 que interpretaron en el concierto del Popmart Tour realizado en el Foro Sol de Ciudad de México el 3 de diciembre de 1997. El show completo había sido lanzado en video en 1998, con el nombre de Popmart: Live from Mexico City. El concierto incluye una emocional interpretación de "One", dedicada al vocalista de INXS Michael Hutchence, quien había muerto semanas antes. El título del álbum proviene de la popular frase, "Hasta la vista, baby," presentada en el filme de 1991, Terminator 2: el juicio final.

## Lista de canciones
Todas las canciones escritas por U2, excepto por "Pop Muzik", grabada originalmente por M.
1. "Pop Muzik" – 3:07
2. "Mofo" – 4:35
3. "I Will Follow" – 2:50
4. "Gone" – 4:40
5. "New Year's Day" – 4:58
6. "Staring at the Sun" – 4:30
7. "Bullet the Blue Sky" – 6:10
8. "Please" – 6:57
9. "Where the Streets Have No Name" – 6:34
10. "Lemon" (Perfecto Mix) – 2:04
11. "Discothèque" – 5:07
12. "With or Without You" – 5:45
13. "Hold Me, Thrill Me, Kiss Me, Kill Me" – 5:38
14. "One" – 6:06

"Pop Muzik" y "Lemon" fueron canciones pregrabadas para las pausas de la banda.

## Créditos
- Bono - voz, guitarra (canciones 4, 6 e 14)
- The Edge - guitarra, sintetizador (canción 5), coros
- Adam Clayton - bajo (canciones 2-5 y 7-14)
- Larry Mullen Jr. - batería (canciones 2-5 y 7-14)

- Datos: Q2400896